# Serval
Leptailurus serval
Pour l'opération militaire, voir Opération Serval
Pour les articles homonymes, voir Serval (homonymie).
Genre
Espèce
Répartition géographique
Statut de conservation UICN

 LC  : Préoccupation mineure
Statut CITES
Le Serval (Leptailurus serval) est une espèce de félins de la sous-famille des félinés, la seule du genre Leptailurus (monotypique). Le serval est proche du Chat doré d'Afrique ainsi que du Caracal.

## Description

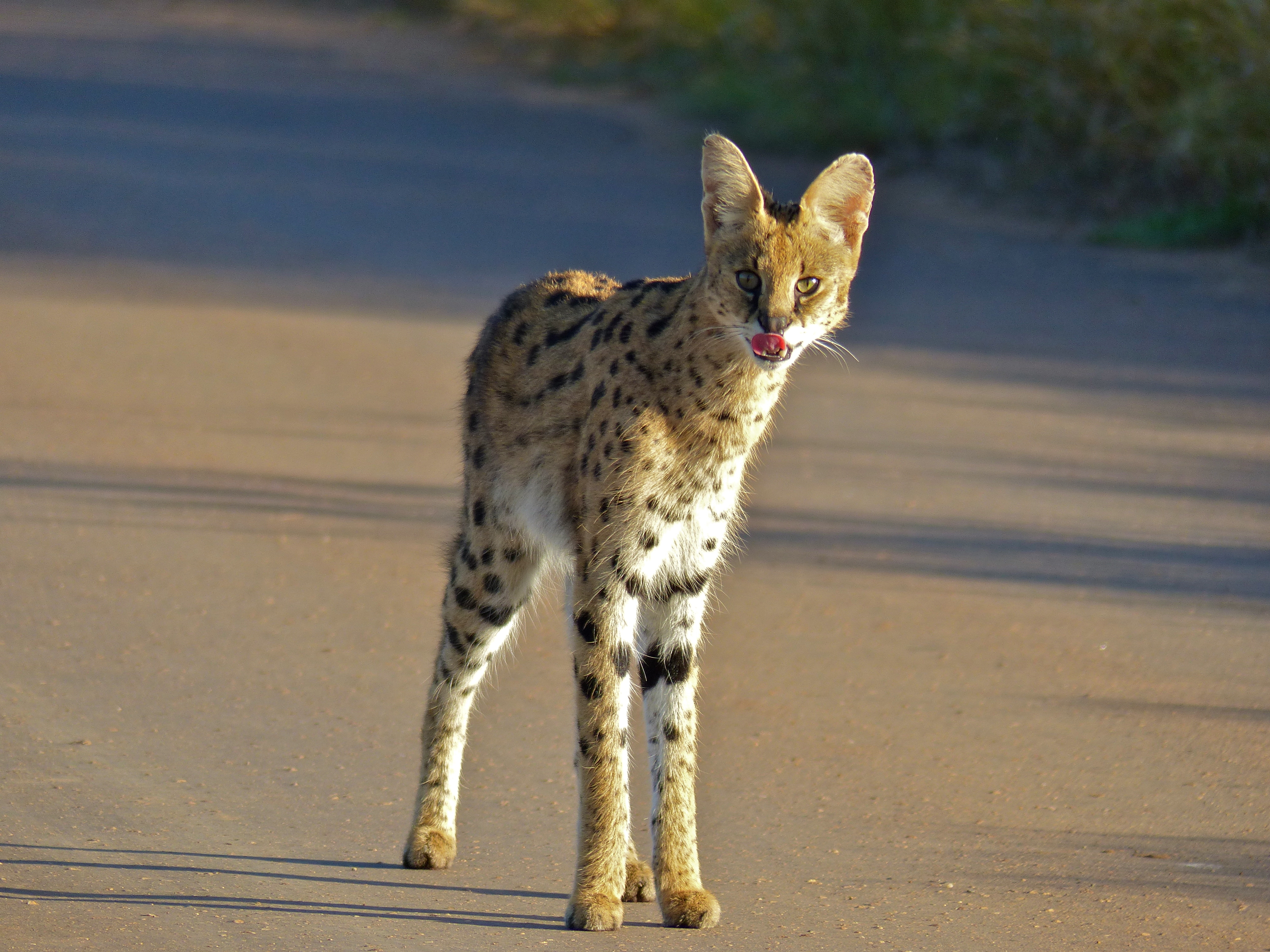
Leptailurus serval (parc national Kruger en Afrique du Sud)

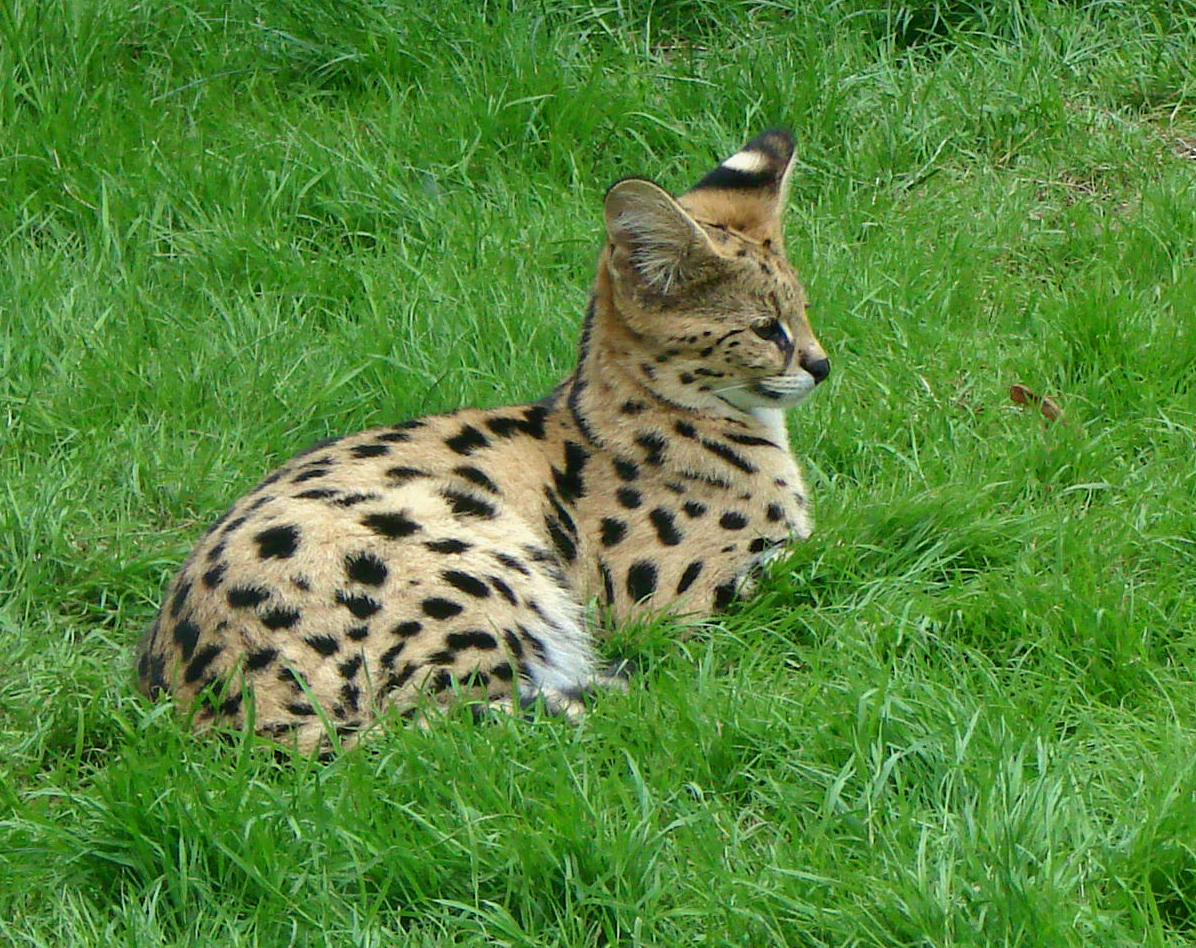
Un jeune serval du parc animalier de Thoiry.

La longueur d'un Serval est d’environ 85 à 112 cm, et celle de sa queue de l’ordre de 30 à 50 cm. Il mesure de 54 à 66 cm au garrot. Son poids est de 9 à 16 kg chez les femelles, de 12 à 26 kg chez les mâles.
Il a de longues pattes et une tête élancée ; ses oreilles sont à la fois longues et larges en comparaison avec sa tête et ont la particularité d'être arrondies. Les oreilles du serval et son long cou lui permettent d'entendre et de voir au-dessus des hautes herbes de la savane.
L'aspect de sa fourrure est variable : bien que la plupart des servals arborent des points ou taches à la manière des guépards, certains n'ont pour marques apparentes que quelques taches au-dessus des yeux et des anneaux autour de la queue.
La longévité moyenne du Serval est de 20 ans.

### Variations de couleurs
Des Servals noirs, atteints de mélanisme, ont été observés dans la nature et en captivité.
Il existe de rares servals blancs (atteints de leucistisme), mais aucun n'a encore été observé dans la nature, et il n'en a été répertorié que quatre en captivité. Le premier est né dans les années 1990 au Canada et mourut à l'âge de deux semaines. Les trois autres, des mâles, Kongo (mort), Tongo et Pharaoh, sont nés au zoo d'Easy Street en 1997 et 1999.

### Cris
Le Serval fait partie des félins qui ronronnent, en inspiration et en expiration. Le Serval est également capable de feulements (cracher), de grognement et de miaulements.

## Biotope
Le Serval, assez commun en Afrique, vit principalement dans les savanes humides. Comme les Servals ont besoin de cours d'eau dans leur territoire, on ne les trouve pas dans les demi-déserts ou les steppes arides. Le Serval est capable d'escalader et de nager, mais il le fait rarement.
Il peut uriner toutes les deux ou trois minutes en marquant son territoire.

## Nourriture

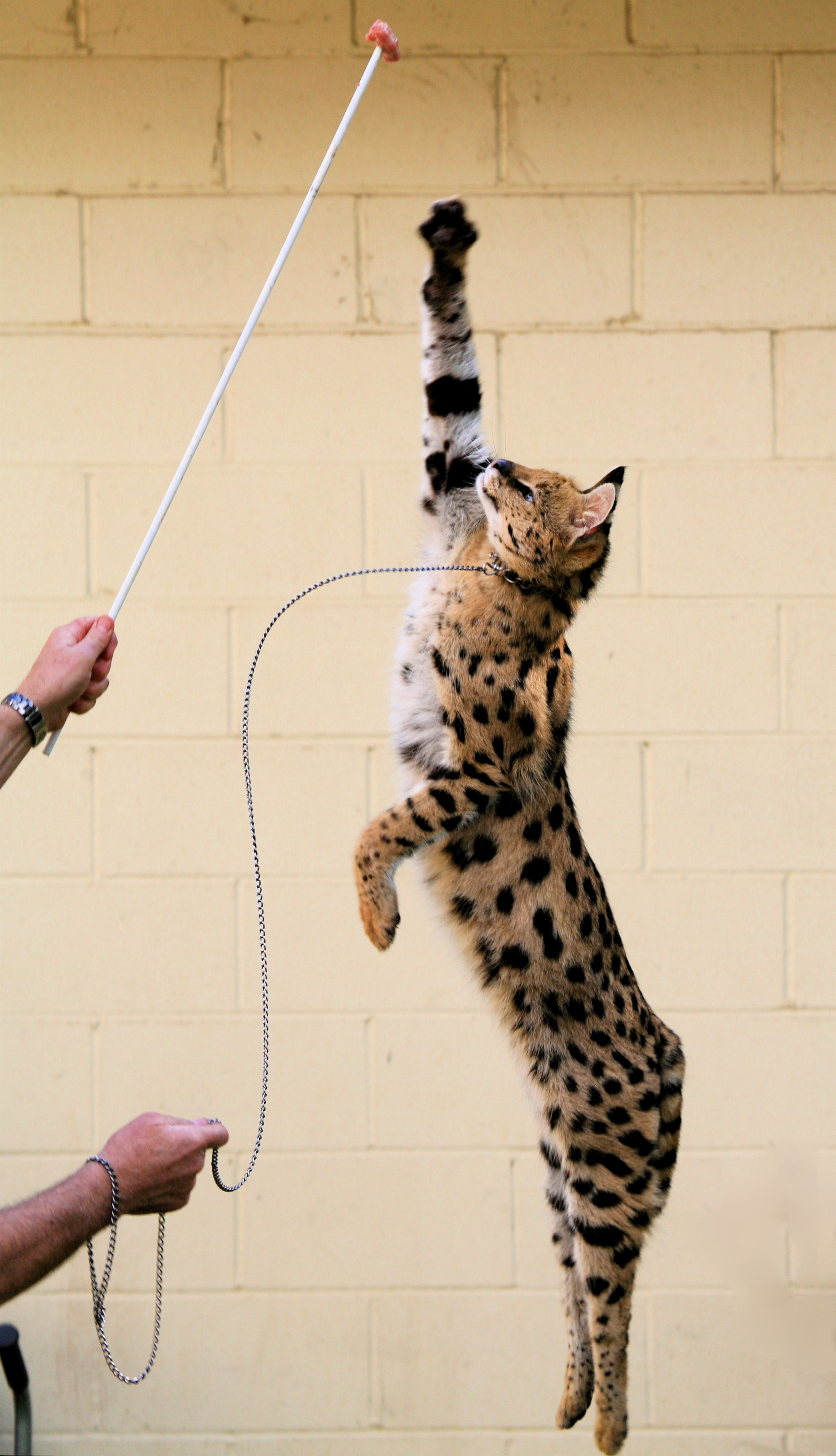
Le saut du Serval lui permet d'attraper des proies en hauteur.

Le Serval est carnivore, se nourrissant de mammifères tels que les rongeurs (comme le rat), les lapins, les damans, les antilopes naines (ourébis, dik-diks, steenbok), et d'oiseaux, ainsi que d'insectes et de grenouilles. Il s'attaque peu aux grandes proies, 90 % de ses proies pèsent moins de 200 grammes.
Le Serval mange rapidement, et si sa proie est trop grosse, il l'enterre. Les petits animaux sont dévorés entiers, tandis que pour les grosses proies, il mange la viande et les petits os, mais laisse sur place les organes, la peau, les sabots ou le bec.
Afin de chasser plus efficacement dans la savane, le Serval a de très longues pattes (les plus longues chez les félins, par rapport à la taille du corps). Il peut courir jusqu'à 80 km/h. Ses longues pattes et son cou lui permettent également de regarder par-dessus les hautes herbes, tandis que ses oreilles larges entendent les proies même quand elles se déplacent sous terre. En chasse, le Serval peut rester immobile pendant près de 15 minutes, les yeux fermés en écoutant les proies aux alentours.
Après avoir localisé sa proie, en général au crépuscule, et souvent grâce à son ouïe, le Serval bondit avec dextérité. Il fait des sauts de quatre mètres de longueur, et de plus d'un mètre de hauteur avant de frapper sa victime avec ses pattes antérieures. Sa capacité à sauter lui permet d'attraper des oiseaux en vol. Ses sauts peuvent parfois atteindre trois mètres de haut ou six mètres de longueur[réf. nécessaire]. Le Serval est un chasseur très efficace, réussissant près de 50 % de ses tentatives (avec un taux de succès global de 67 % par nuit de chasse), tandis que la plupart des félins ne réussissent qu'environ une tentative d'assaut sur dix. Le Serval joue souvent avec sa proie pendant plusieurs minutes avant de la manger. La plupart du temps, il défend farouchement sa nourriture contre les autres prédateurs qui tenteraient de la lui prendre, les mâles étant souvent plus agressifs que les femelles.

## Reproduction
La femelle Serval a une période de gestation de 66 à 77 jours. Une ou deux fois par an, elle met bas une portée de deux ou trois petits. Ils sont élevés dans des lieux abrités comme les tanières abandonnées de cochons de terre (oryctéropes). Si un tel endroit idéal ne peut être trouvé, un espace entre des arbrisseaux ou encore un nid d'herbes peuvent s'avérer suffisants.

## Sous-espèces

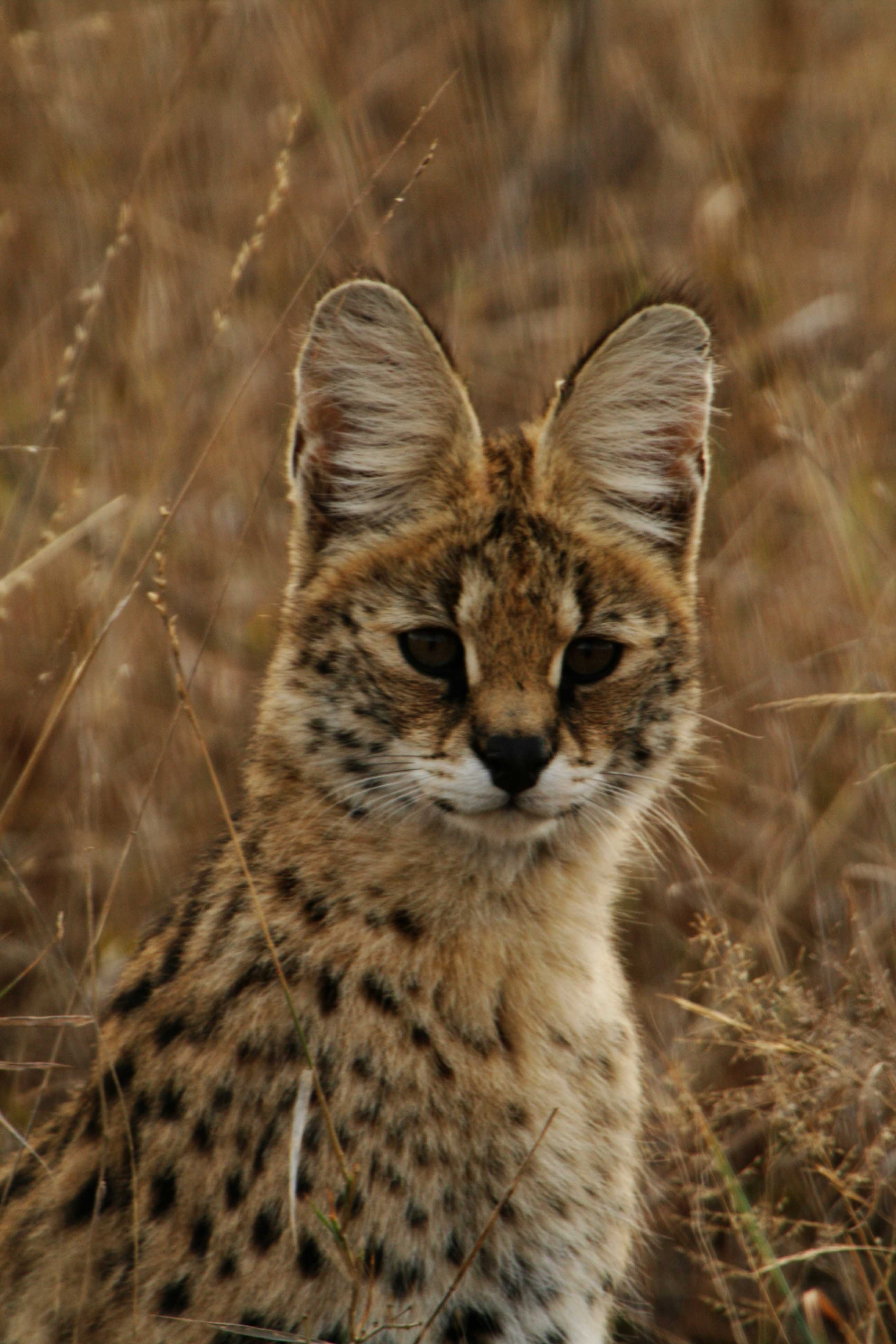
Serval dans la zone de Sabi Sands, Afrique du Sud.

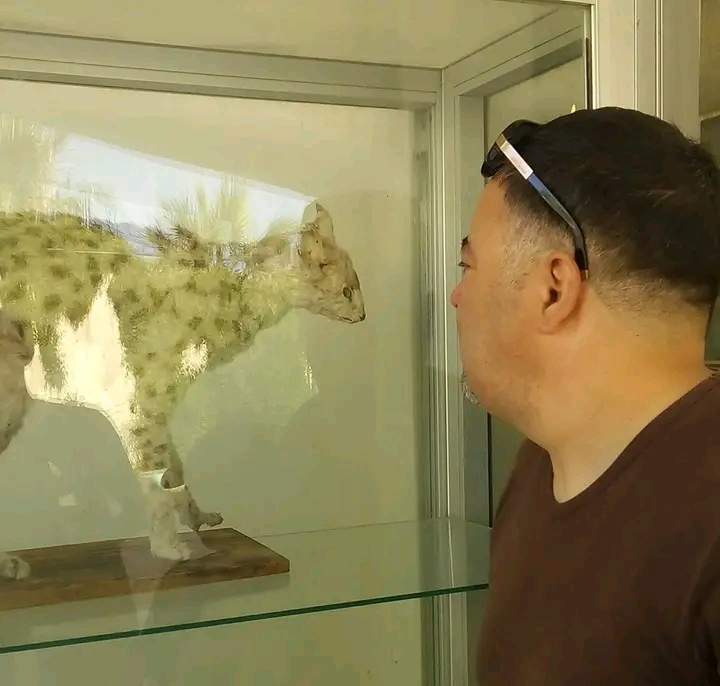
Un serval empaillé capturé à El Kala, dans le nord de l'Algérie, au début des années 1990

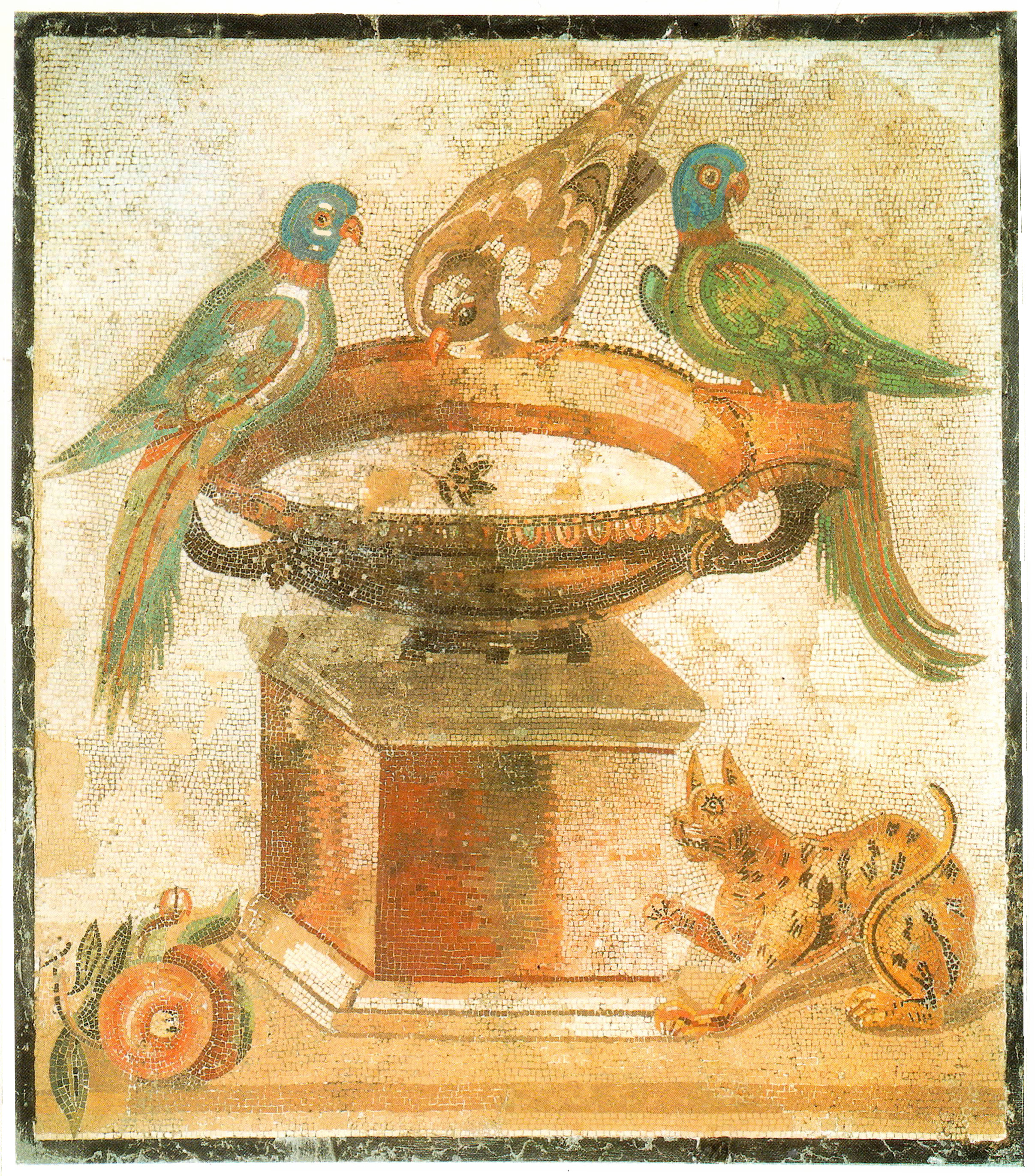
Couple de loriquets entourant une tourterelle et surveillé par un serval probablement apprivoisé (mosaïque du Mithraeum de Santa Maria Capua Vetere), prouvant les liens commerciaux antiques entre la péninsule italienne, l'Afrique orientale et l'Asie du Sud-Est via le « Périple de la mer Érythrée ».

Ce mammifère est représenté par dix-huit sous-espèces :
- Leptailurus serval serval, Province du Cap (éteinte) ;
- Leptailurus serval beirae, Mozambique ;
- Leptailurus serval brachyura, Afrique de l'Ouest, Sahel, Éthiopie ;
- Leptailurus serval constantinus, Maroc (observé a l’état sauvage en 2014[6]) ;
- Leptailurus serval faradjius ;
- Leptailurus serval ferrarii ;
- Leptailurus serval hamiltoni, Transvaal de l'Est ;
- Leptailurus serval hindei, Tanzanie ;
- Leptailurus serval kempi, Ouganda ;
- Leptailurus serval kivuensis, République démocratique du Congo ;
- Leptailurus serval lipostictus, nord de l'Angola ;
- Leptailurus serval lonnbergi, sud de l'Angola ;
- Leptailurus serval mababiensis, nord du Botswana ;
- Leptailurus serval pantastictus ;
- Leptailurus serval phillipsi ;
- Leptailurus serval pococki ;
- Leptailurus serval robertsi, ouest du Transvaal ;
- Leptailurus serval togoensis, Togo et Bénin.

## Prédateurs
Les Servals sont parfois la proie des Léopards. Mais l'homme est bien plus dangereux pour eux. Les Servals ont été beaucoup chassés pour leur fourrure. Ils sont encore présents en Afrique de l'Est et de l'Ouest, mais ils ont disparu de la province du Cap en Afrique du Sud et sont de plus en plus rares au nord du Sahara ; bien qu'ils aient été annoncés disparus, quelques spécimens subsistent encore au Maroc.
Le Serval est répertorié par la Convention sur le commerce international des espèces de faune et de flore sauvages menacées d'extinction dans l'annexe II, avec la mention « non menacé d'extinction actuellement, mais pourrait l'être si le commerce n'est pas strictement contrôlé ».

## Trafic de servals

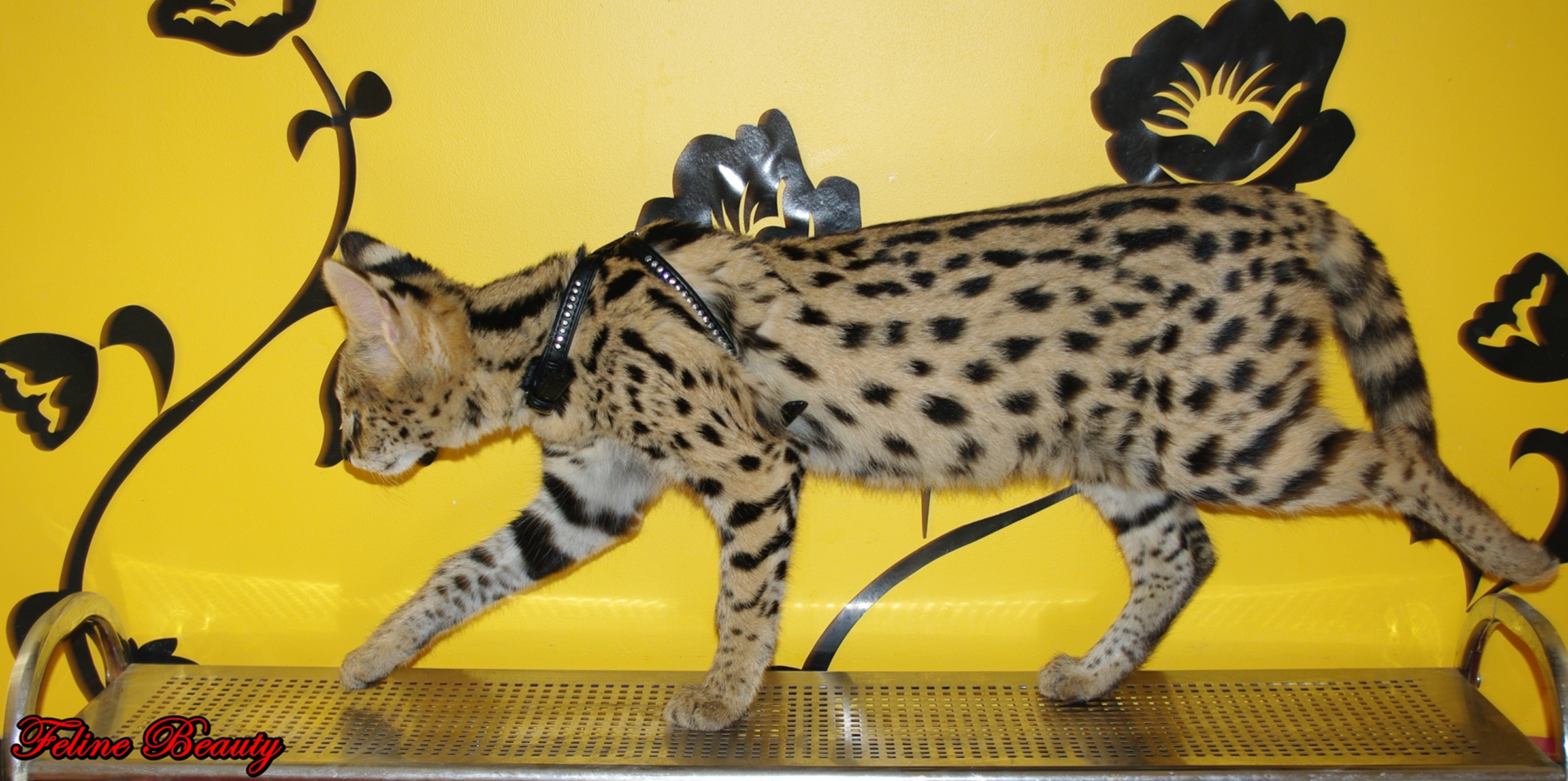
Serval domestiqué

L'espèce est considérée comme dangereuse du fait de son poids à l'âge adulte.
En France, sa détention est strictement interdite sauf si l'on possède un certificat de capacité pour animaux non domestiques. Il y a cependant eu des importations de Servals au moment de l'invasion de l'Ukraine par la Russie, parce qu'ils y sont considérés comme des animaux domestiques et leur détention y est autorisée. Quelques familles ukrainiennes sont donc venues en France avec leurs servals.
Les détentions illégales conduisant à l'impossibilité d'apporter des soins vétérinaires à l'animal ainsi que son comportement inadapté à la vie dans une maison (marquage, urine, odeur), amènent le Serval à s'échapper ou à être abandonné par des propriétaires dépassés,,,.
Depuis 2021, des Servals sont régulièrement saisis par la Gendarmerie nationale chez des particuliers ou trouvés sur le territoire français,.

### Chats hybrides
Le croisement d'un chat domestique (Felis silvestris catus) et d'un Serval est à l'origine d'une race de chats, le Savannah. Cette nouvelle race a été créée en 1986 aux États-Unis.
La descendance directe du chat domestique et du Serval n'est pas considérée comme un Savannah, cette qualification n'étant attribuée qu'à partir de la troisième génération (descendant du descendant du descendant du Serval et du chat domestique). La détention d'un Savannah des quatre premières générations est soumise aux mêmes conditions d'autorisation de détention du Serval.
Le croisement forcé et sélectionné de chats domestiques avec des animaux sauvages, parfois protégés comme le Serval ou le Caracal est controversé et décrié par les scientifiques, les associations et les refuges,. En cause, des problèmes de comportement, des problèmes génétiques et éthiques,,.